# Fosse no 5 des mines de Meurchin
La fosse no 5 de la Compagnie des mines de Meurchin est un ancien charbonnage du Bassin minier du Nord-Pas-de-Calais, situé à Billy-Berclau. Cette fosse est destinée à exploiter le nord-ouest de la concession de Meurchin, il s'agit en conséquence de la fosse la plus occidentale et la plus septentrionale de la Compagnie.
La Compagnie de Meurchin est rachetée par celle de Lens en 1920. Cette dernière assure la reconstruction de la fosse dans son propre style architectural. La fosse cesse d'extraire en 1937, mais assure encore le service et l'aérage pour la fosse no 3 -4. La Compagnie des mines de Lens est nationalisée en 1946, et intègre le Groupe de Lens. La fosse cesse toute fonction en 1963, son puits est remblayé deux ans plus tard. Les installations sont conservées, et modifiée en conséquence pour y accueillir une entreprise de fabrication de plombs de chasse. La modification la plus visible réside dans le chevalement, qui est devenu une tour de fabrication de plombs de chasse.
Au début du XXIe siècle, Charbonnages de France matérialise la tête de puits no 5. Le site est occupé par un particulier qui en a fait son logement. Le chevalement et le bâtiment d'extraction sont inscrits aux monuments historiques depuis le 8 novembre 2011. La fosse no 5 a été inscrite le 30 juin 2012 sur la liste du patrimoine mondial de l'Unesco.

## La fosse
Alors que la Compagnie des mines de Meurchin n'a pas mis en chantier de nouvelles fosses depuis 1869, elle décide d'en ouvrir deux en 1904,, aux extrémités occidentales et orientales de sa concession. La fosse no 6 est ouverte à Carvin.

### Fonçage
Le fonçage du puits no 5 débute le 5 août 1904 à Billy-Berclau, à 1 400 mètres au nord-ouest de la fosse no 3 - 4, et à 1 560 mètres au nord-nord-est de la fosse no 7 - 7 bis des mines de Lens. Le puits no 5 est situé à l'altitude de 27,60 mètres.

### Exploitation
Les accrochages sont établis à 149, 214 et 376,50 mètres.
La Compagnie de Meurchin est rachetée par celle de Lens en 1920. Cette dernière reconstruit la fosse dans son propre style architectural. La fosse no 5 cesse d'extraire en 1937, mais elle continue d'assurer le service et l'aérage pour la fosse no 3 - 4. La Compagnie des mines de Lens est nationalisée en 1946, et intègre le Groupe de Lens.
Le puits, profond de 398,50 mètres, est remblayé en 1965. Les installations sont conservées, et les bâtiments ainsi que le chevalement son adaptés pour la fabrication de plombs de chasse entre 1966 et 1992.

### Reconversion
Au début du XXIe siècle, Charbonnages de France matérialise la tête de puits. Le BRGM y effectue des inspections chaque année. Le site est la propriété d'un particulier qui en a fait son habitation. Le chevalement et le bâtiment d'extraction, en totalité, sont inscrits aux monuments historiques par arrêté du 8 novembre 2011. La fosse no 5 fait partie des 353 éléments répartis sur 109 sites qui ont été inscrits le 30 juin 2012 sur la liste patrimoine mondial de l'Unesco. Elle constitue le site no 58.
Plusieurs promoteurs étudies une requalification du site en logements au cours des années 2010. En mars 2018, aucun n'a abouti, principalement pour des raisons financières.

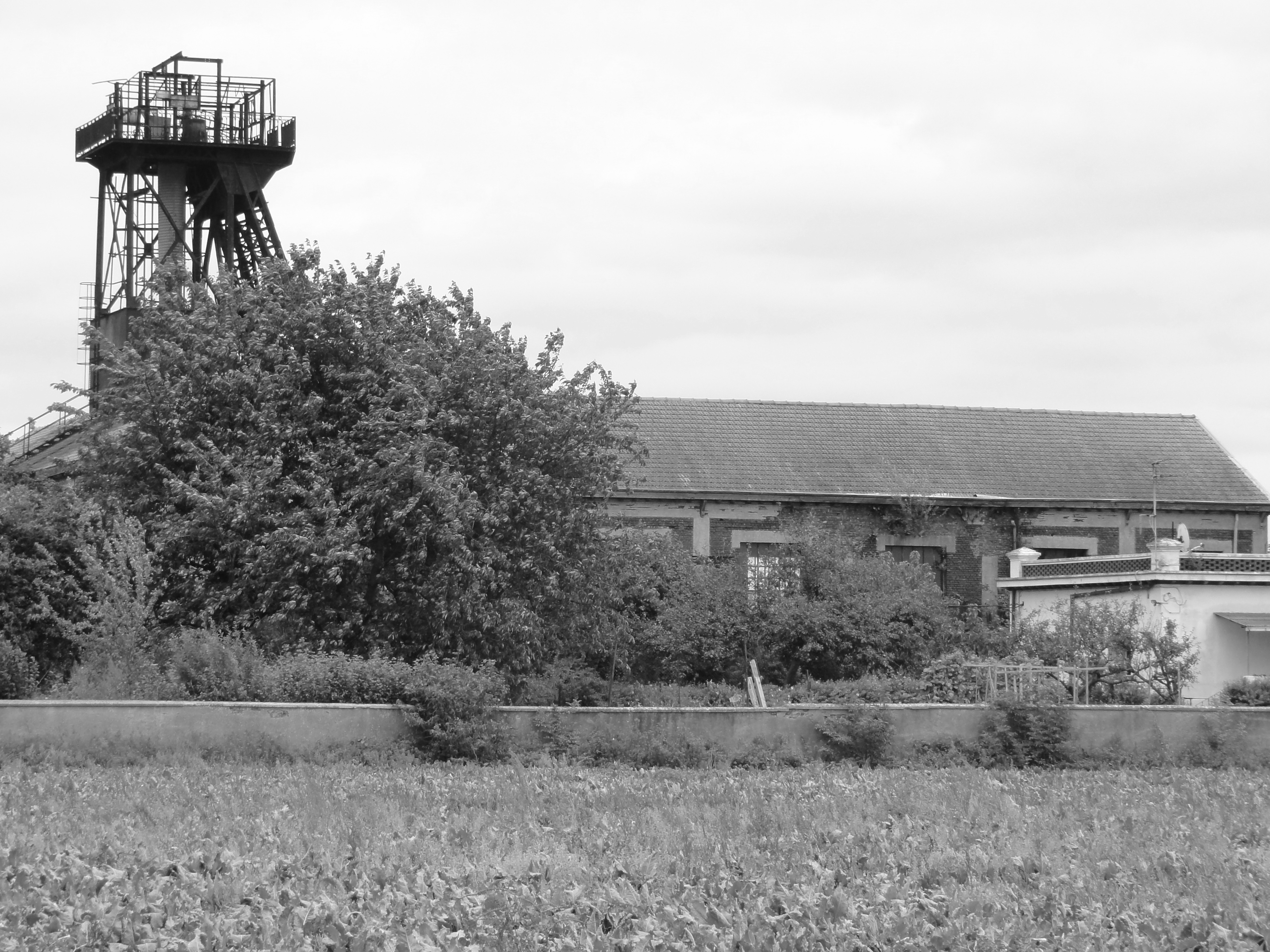
Vue générale de la fosse depuis le côté ouest.
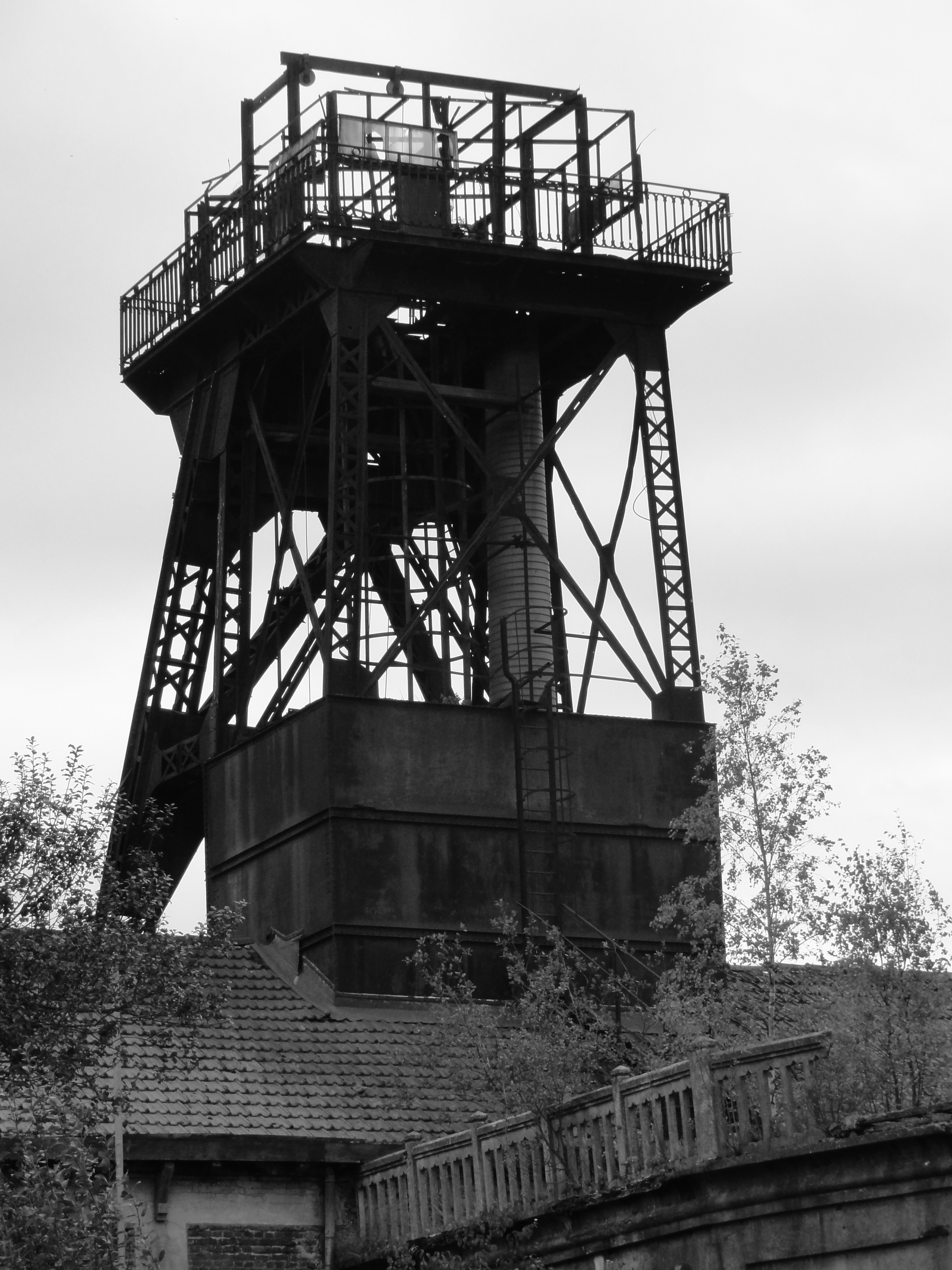
Vue arrière du chevalement.
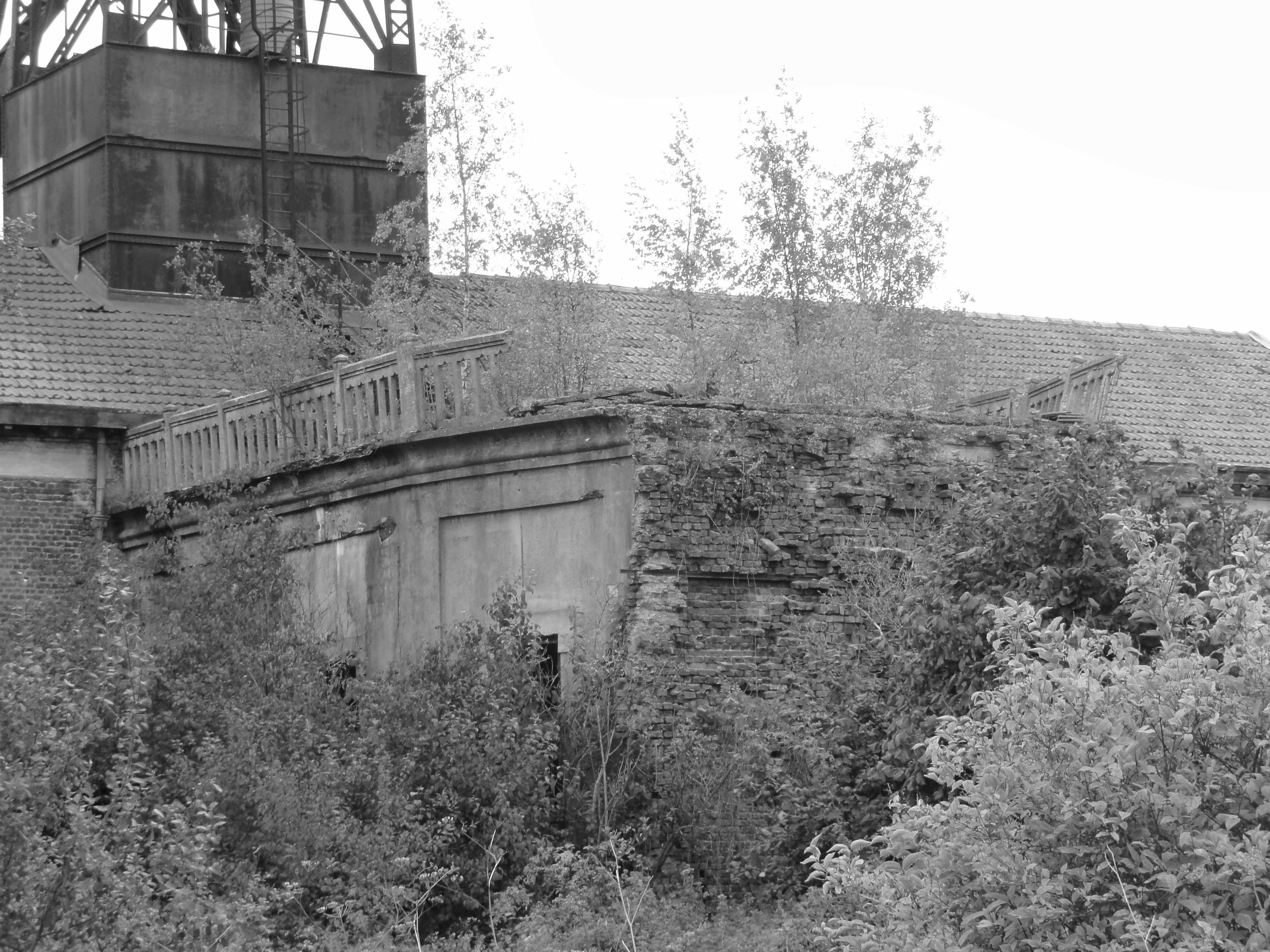
Détail de la partie en béton armé commune aux petites fosses reconstruites après-guerre par la Compagnie de Lens.
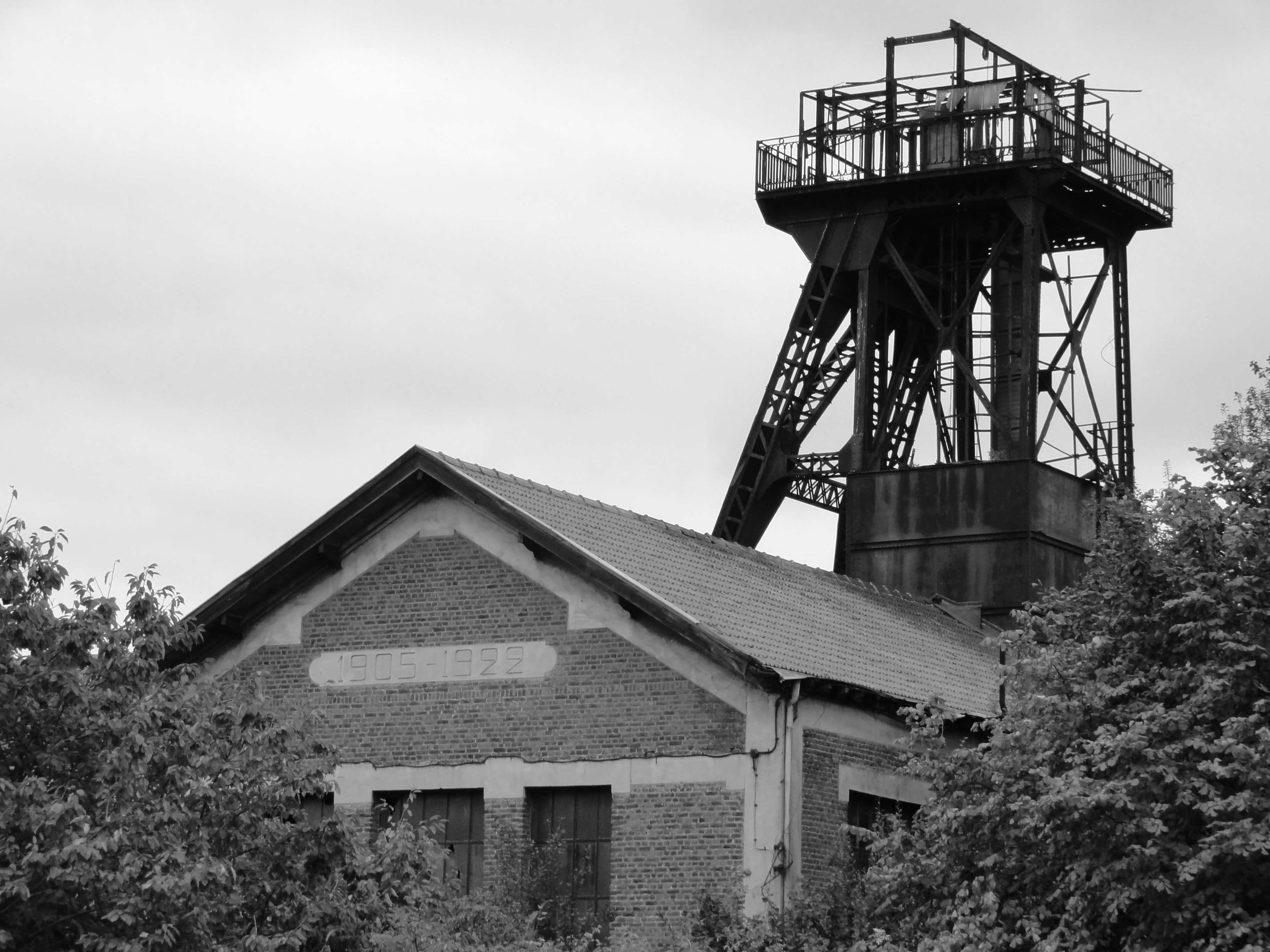
Vue latérale de la fosse avec les dates 1905 et 1922.
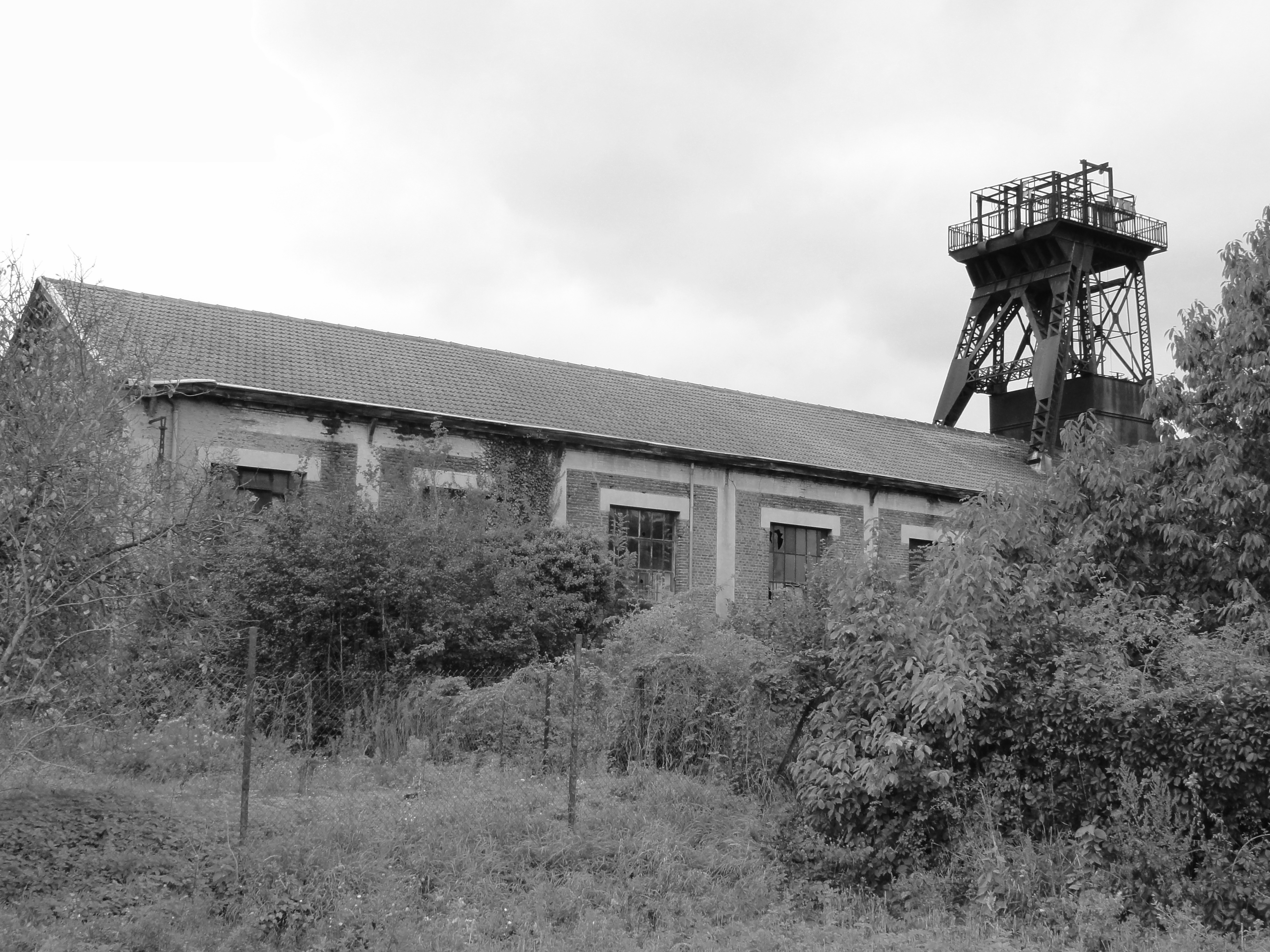
Vue générale de la partie avant de la fosse.
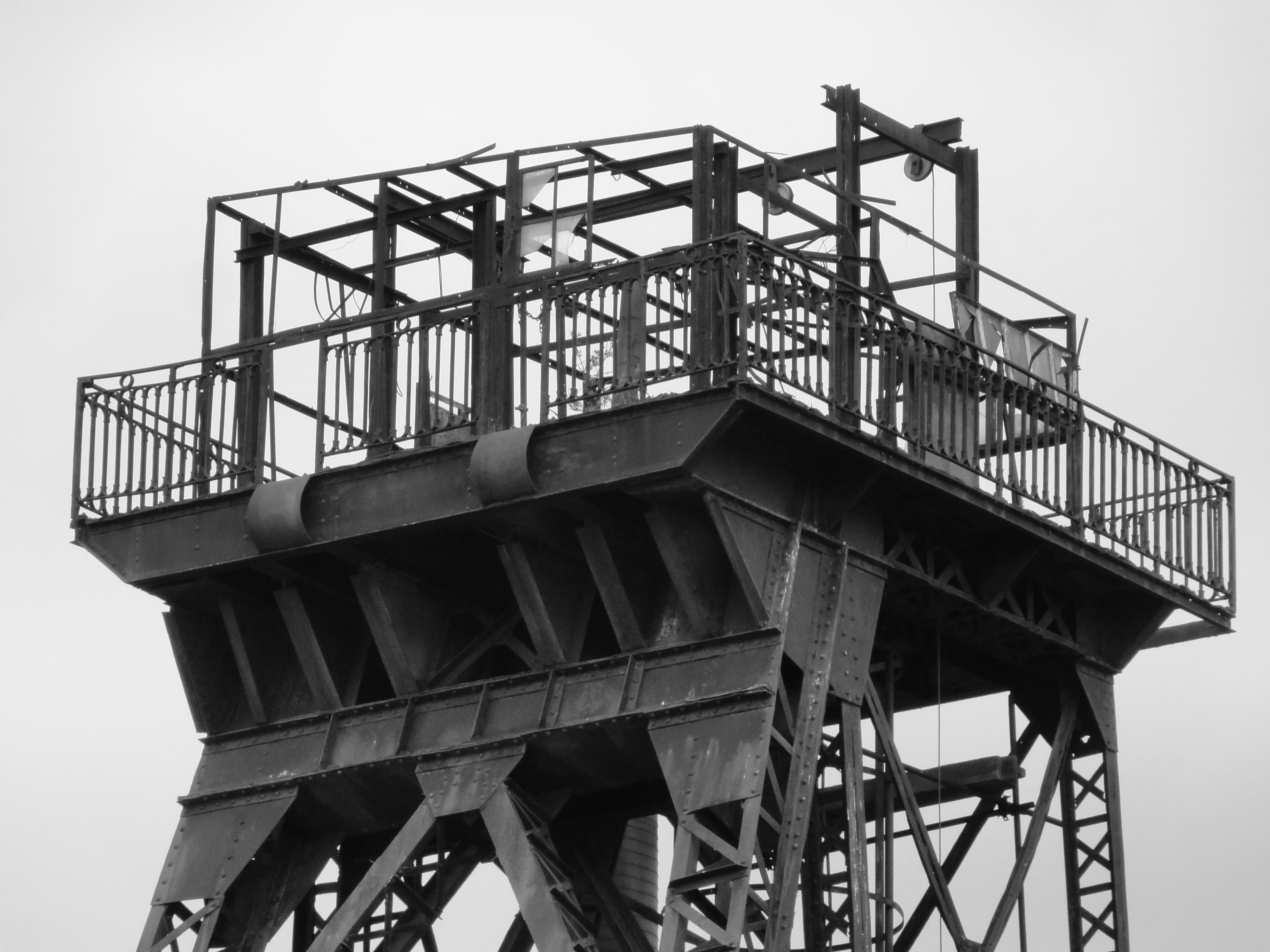
Sommet du chevalement, transformé en tour de fabrication de plombs de chasse.

## Les cités
Des cités ont été bâties à proximité de la fosse par la Compagnie de Meurchin. Il s'agit de quelques habitations le long de la route d'accès à la fosse, sur le territoire de Billy-Berclau, et, d'autre part, de deux corons et de six maisons de quatre habitations à Douvrin, plus à l'ouest de la fosse.

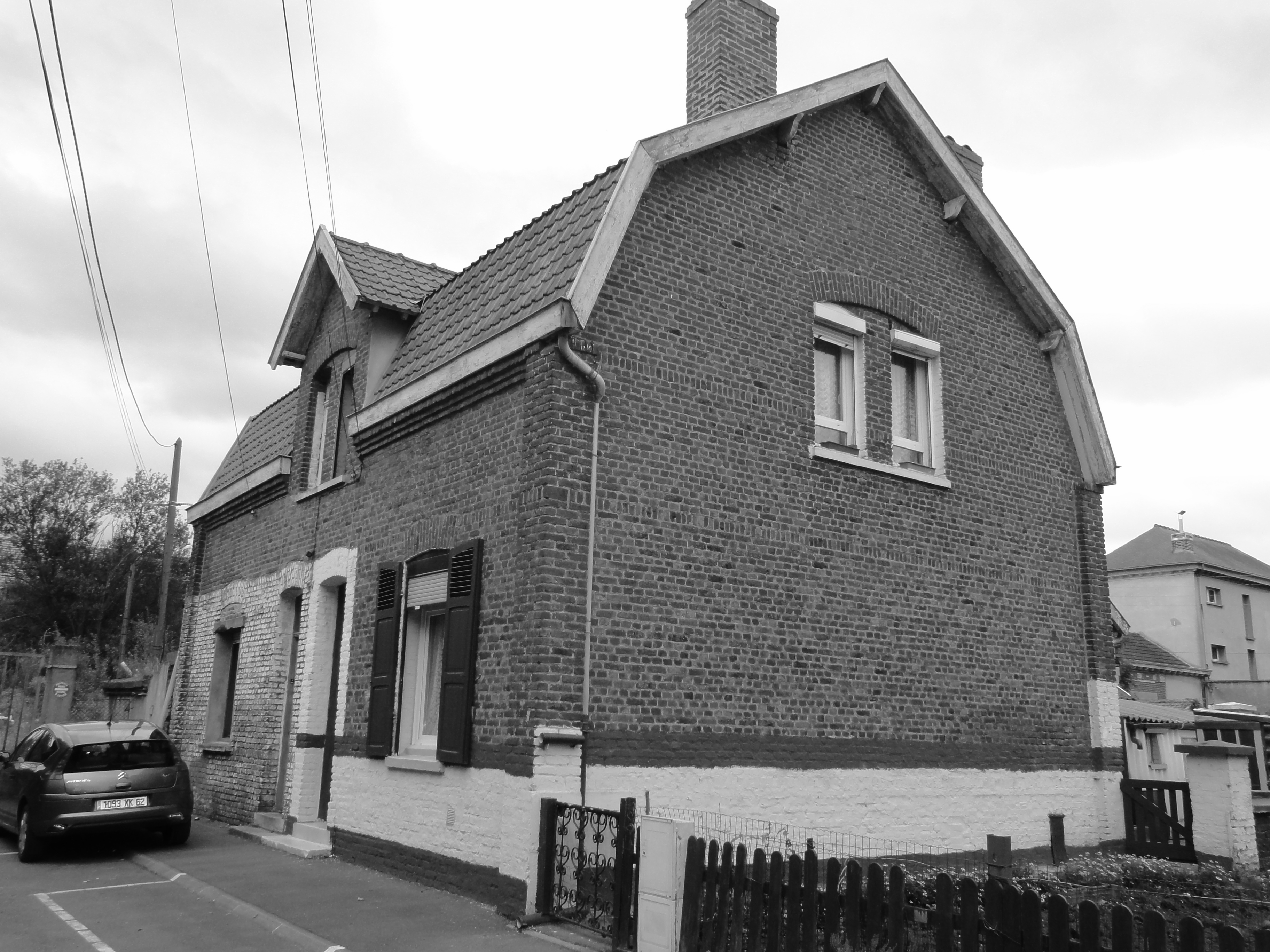
Habitations dans la rue de la fosse à Billy-Berclau.
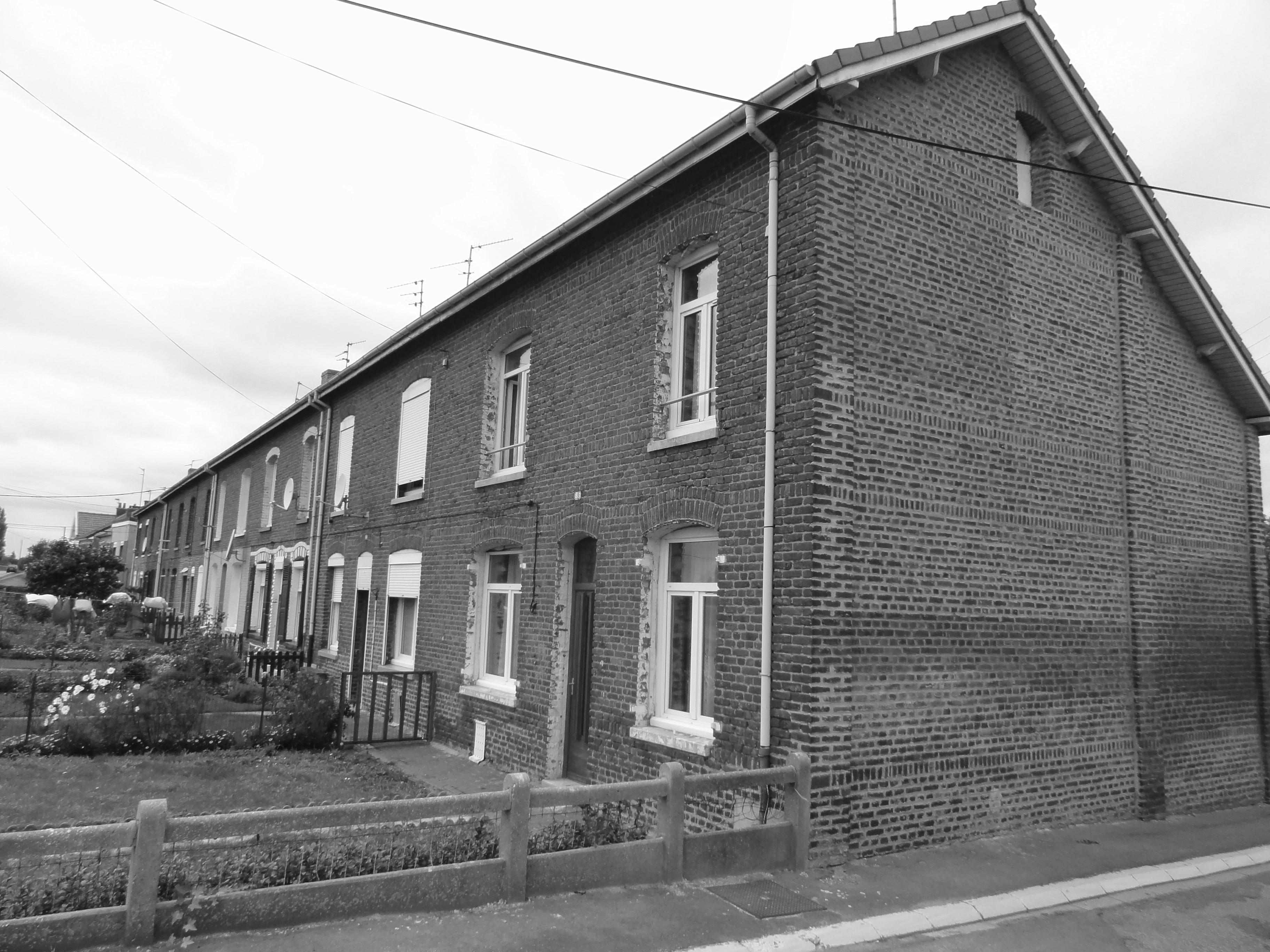
Un des deux corons, à Douvrin.
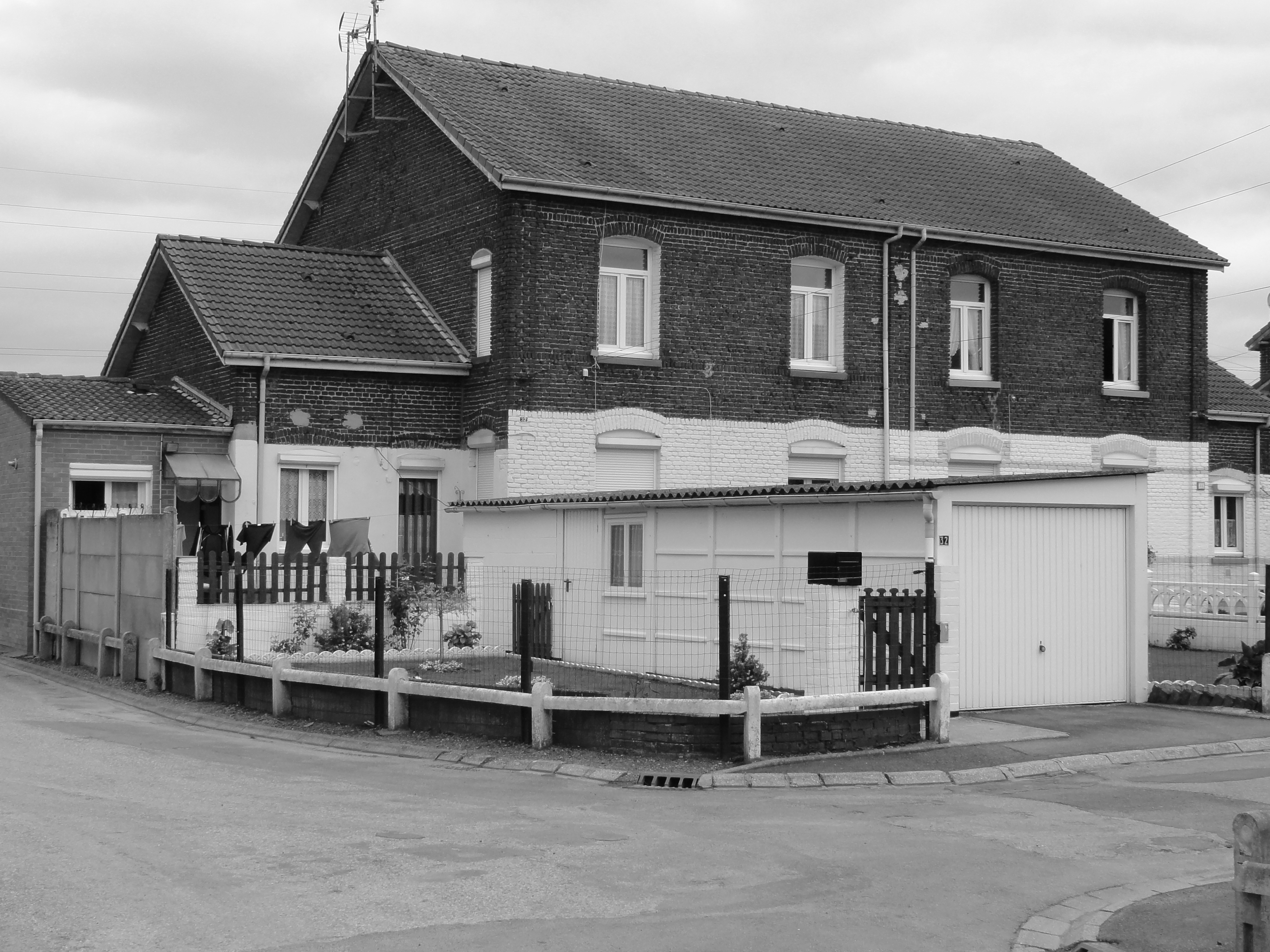
Habitations groupées par quatre.
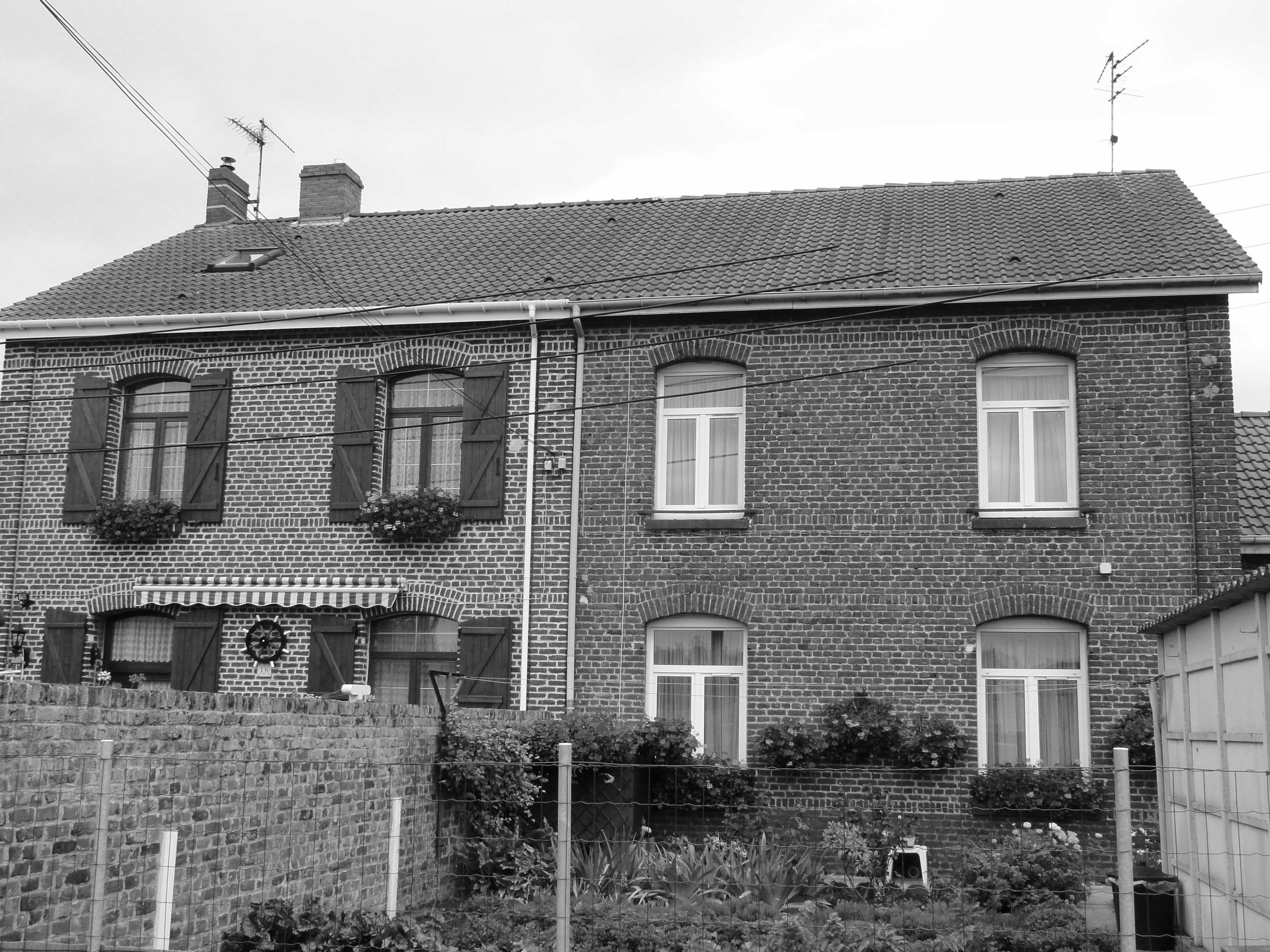
Habitations groupées par quatre.
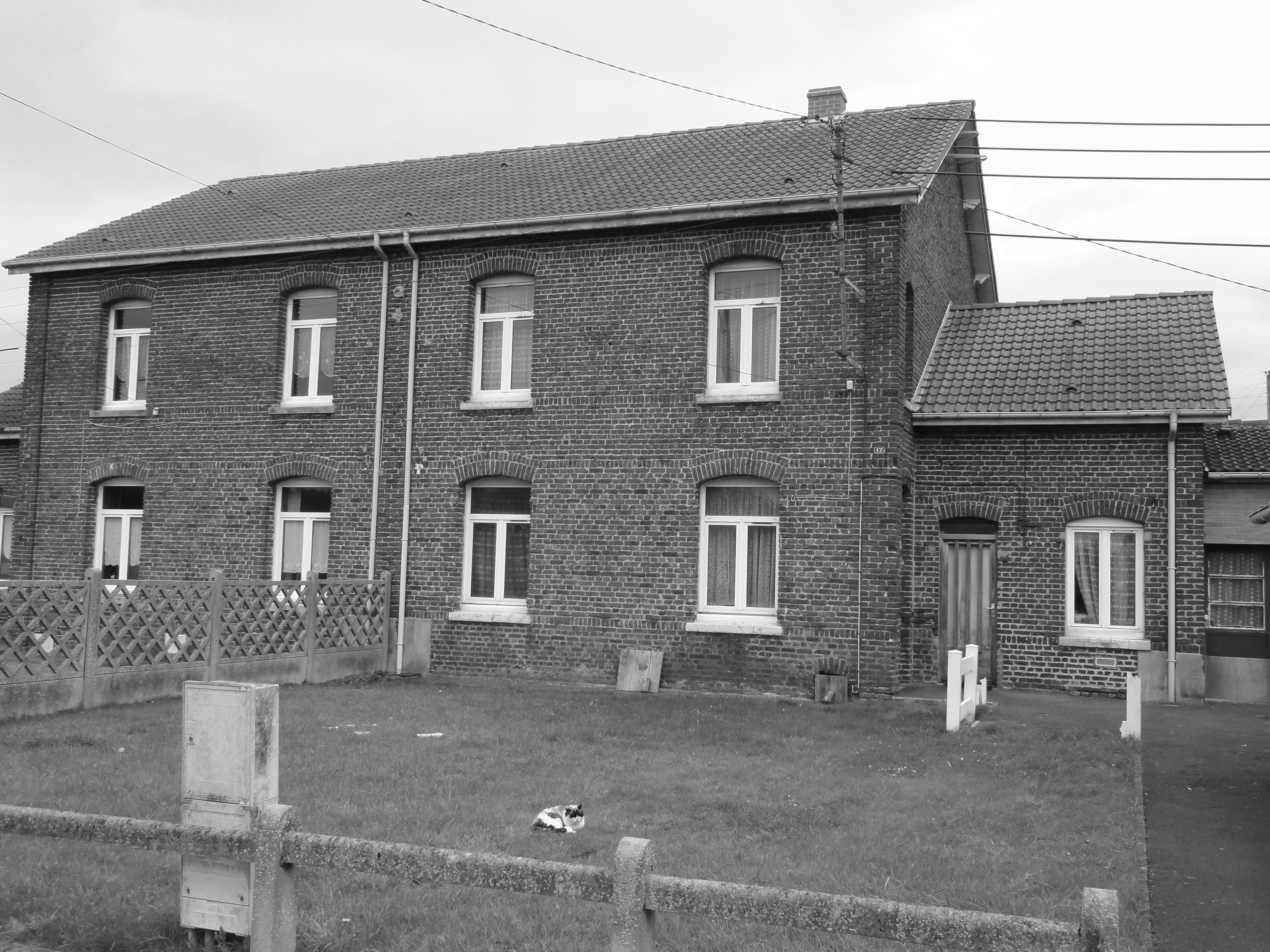
Habitations groupées par quatre.
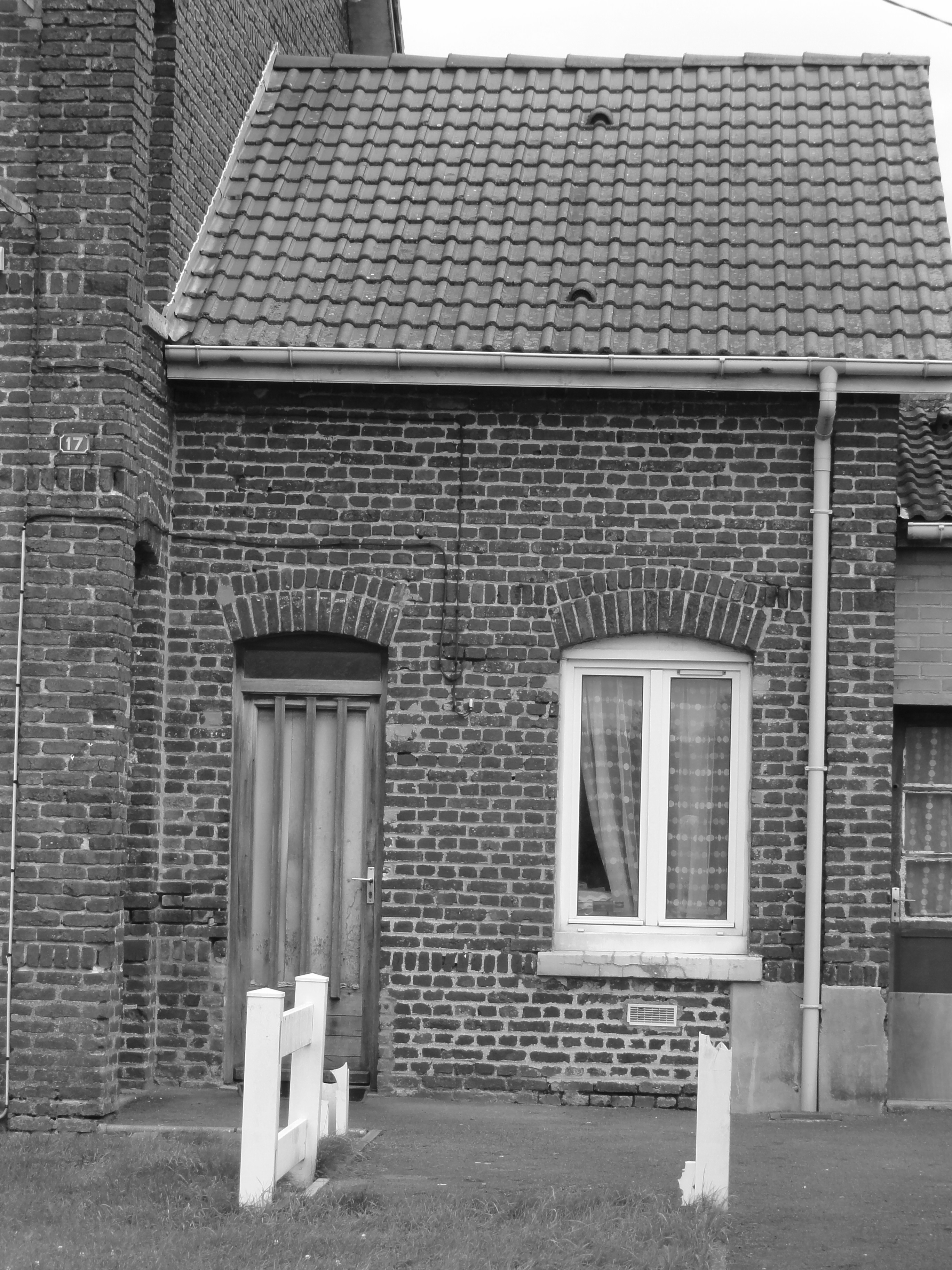
Détail d'une extension.